# Holleben (Teutschenthal)

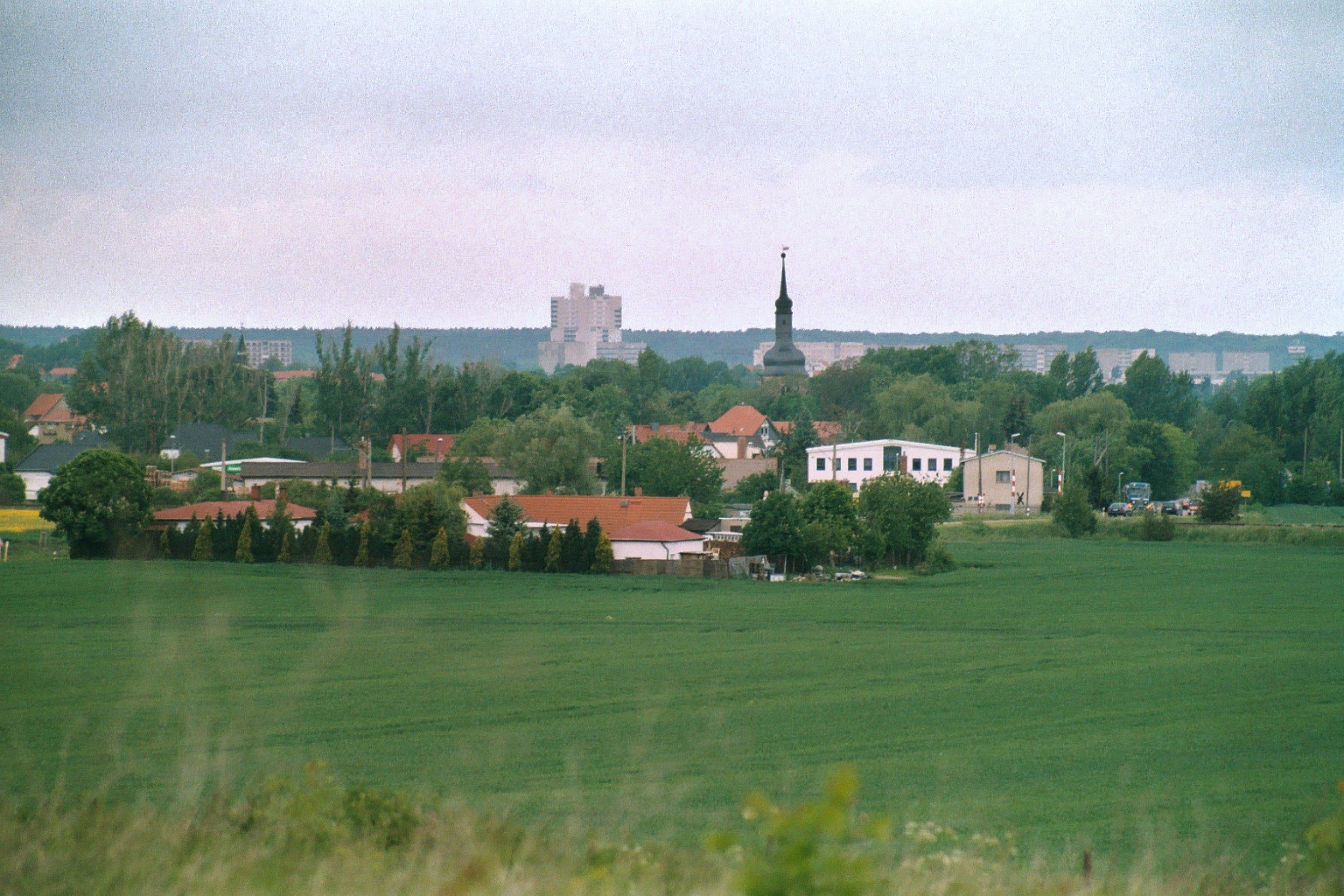
Blick über die Gemeinde, im Hintergrund Halle/S

Holleben ist seit dem 1. Januar 2005 ein Ortsteil von Teutschenthal im Saalekreis in Sachsen-Anhalt.

## Lage
Holleben liegt sechs Kilometer südwestlich von Halle im westlichen Saaletal in einer Höhe von 90 m ü. NN.

## Geschichte

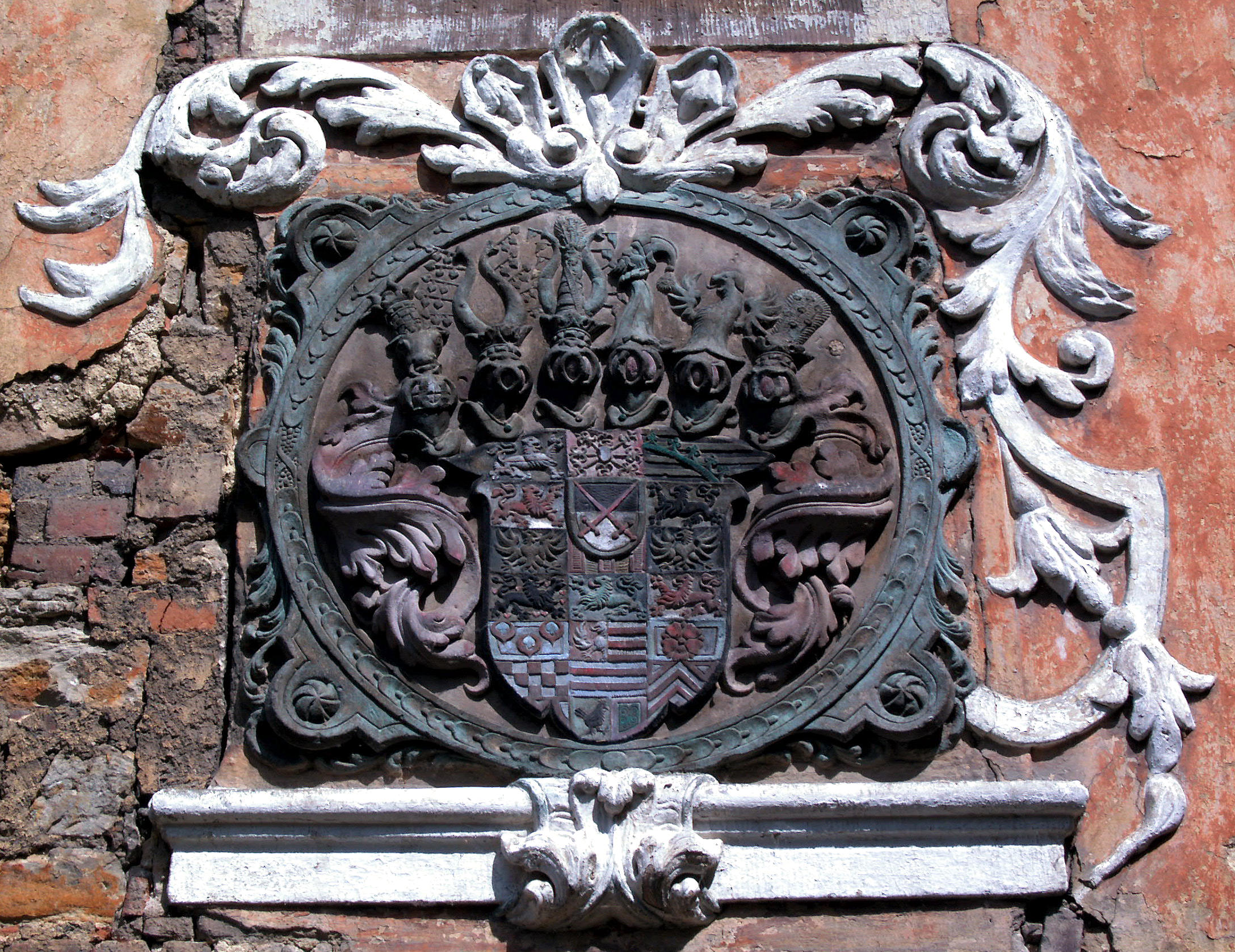
Kurfürstliches Wappen am Getreidespeicher der Wassermühle Holleben

In einem zwischen 881 und 899 entstandenen Verzeichnis des Zehnten des Klosters Hersfeld wird Holleben als zehntpflichtiger Ort H[un]enleba im Friesenfeld erstmals urkundlich erwähnt, in dem sich zudem eine Burg befand, die Mittelpunkt eines Burgwards war. Die Burg wird auch 100 Jahre später im Jahr 979 (Hunleiuaburch) erwähnt. Im Hochmittelalter wurde der Mittelpunkt nach Schkopau verlegt, wo er erstmals 1347 nachweisbar ist. An die Burg erinnert heute noch ein Straßenname. Ab Mitte des 13. Jahrhunderts war Holleben der Stammsitz des alten gleichnamigen Adelsgeschlechts von Holleben.
Holleben und seine heutigen Ortsteile Benkendorf und Beuchlitz gehörten bis 1815 zum hochstiftlich-merseburgischen Amt Lauchstädt, das seit 1561 unter kursächsischer Hoheit stand und zwischen 1656/57 und 1738 zum Sekundogenitur-Fürstentum Sachsen-Merseburg gehörte. Durch die Beschlüsse des Wiener Kongresses kamen die Orte im Jahr 1815 zu Preußen und wurden 1816 dem Kreis Merseburg im Regierungsbezirk Merseburg der Provinz Sachsen zugeteilt, zu dem sie bis 1952 gehörten.
Auf dem Ortsfriedhof wird mit einer Ehrenanlage an vier (nach anderen Angaben: acht) sowjetische Personen und eine polnische Frau erinnert, die während des Zweiten Weltkriegs nach Deutschland verschleppt und Opfer von Zwangsarbeit wurden.
Holleben wurde im Jahr 1939 das nördlich dicht angrenzende Beuchlitz und 1950 das südlich gelegene Benkendorf zugeordnet. Seit 1952 gehörte der Ort zum Saalkreis, der 2007 im Saalekreis aufging. Am 1. Januar 2005 wurde Holleben nach Teutschenthal eingemeindet.

## Kultur und Sehenswürdigkeiten

### Kirchen

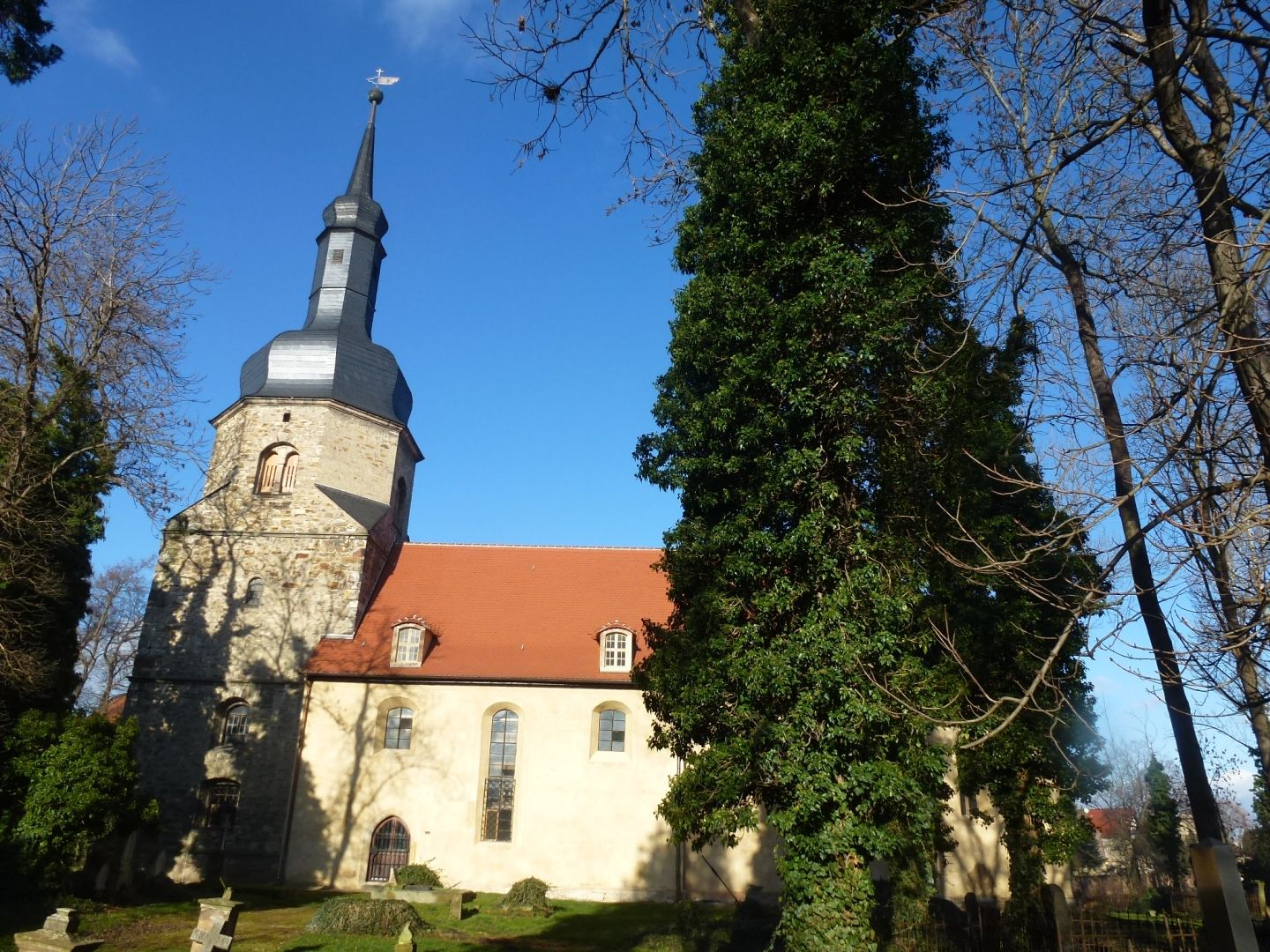
Kirche in Holleben, 2014

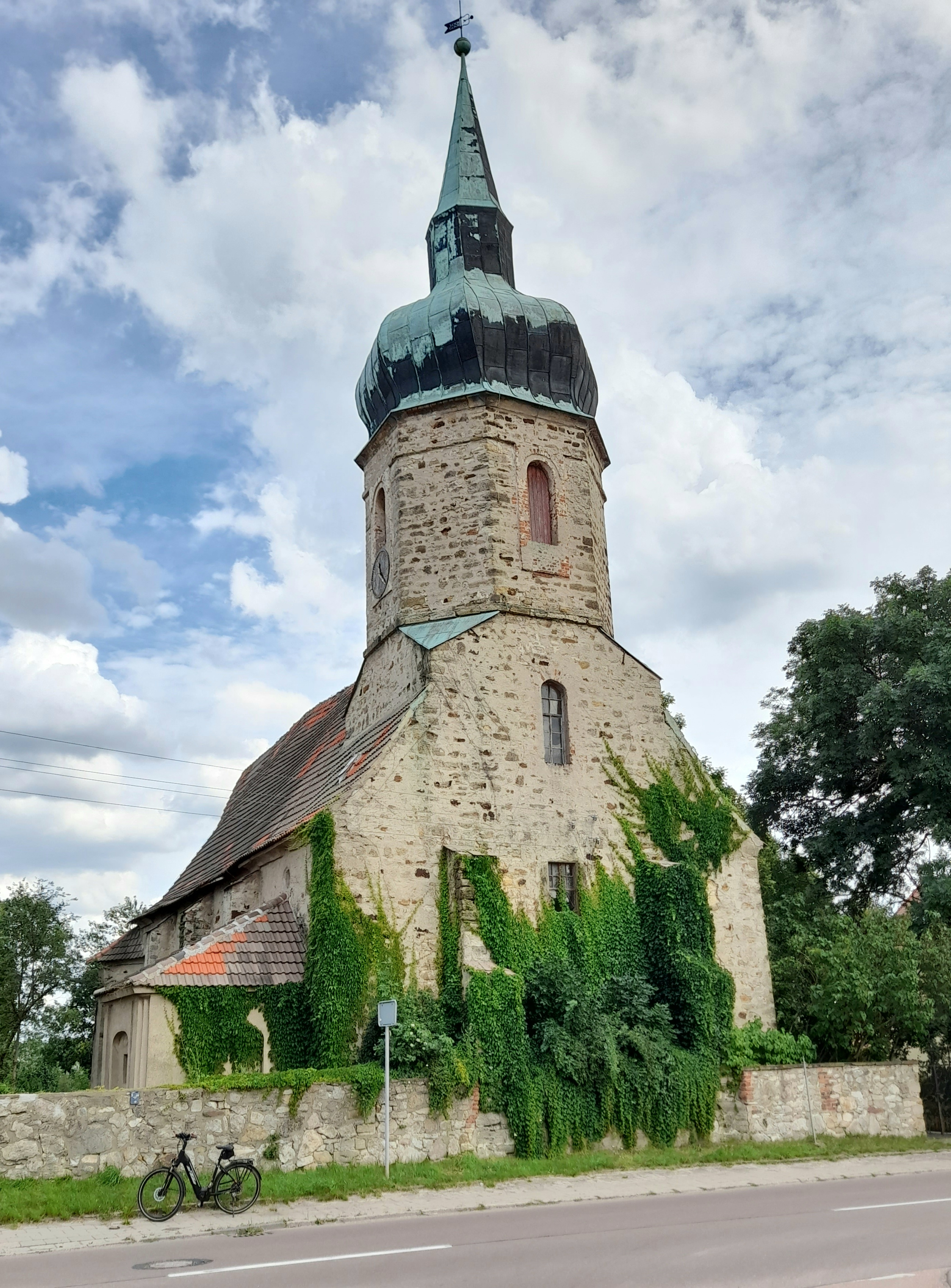
St. Bartholomäus in Beuchlitz, 2021

Die einschiffige Dorfkirche Holleben verfügt über einen quadratischen Westturm und einen eingezogenen Chor mit Fünfachtelschluss. Der Ursprungsbau wird auf die zweite Hälfte des 12. Jahrhunderts datiert. Der heutige Chor stammt aus der zweiten Hälfte des 15. Jahrhunderts. Turm und Schiff wurden um 1700 wesentlich umgebaut.
Die Kirche St. Bartholomäus in Beuchlitz ist ein einschiffiger Bruchsteinbau mit quadratischem Westturm und eingezogenem Fünfachtelschluss aus der Mitte des 15. Jahrhunderts. Der Turm wurde in der ersten Hälfte des 18. Jahrhunderts mit Zwiebelhaube und Laterne zum Teil neu gebaut.

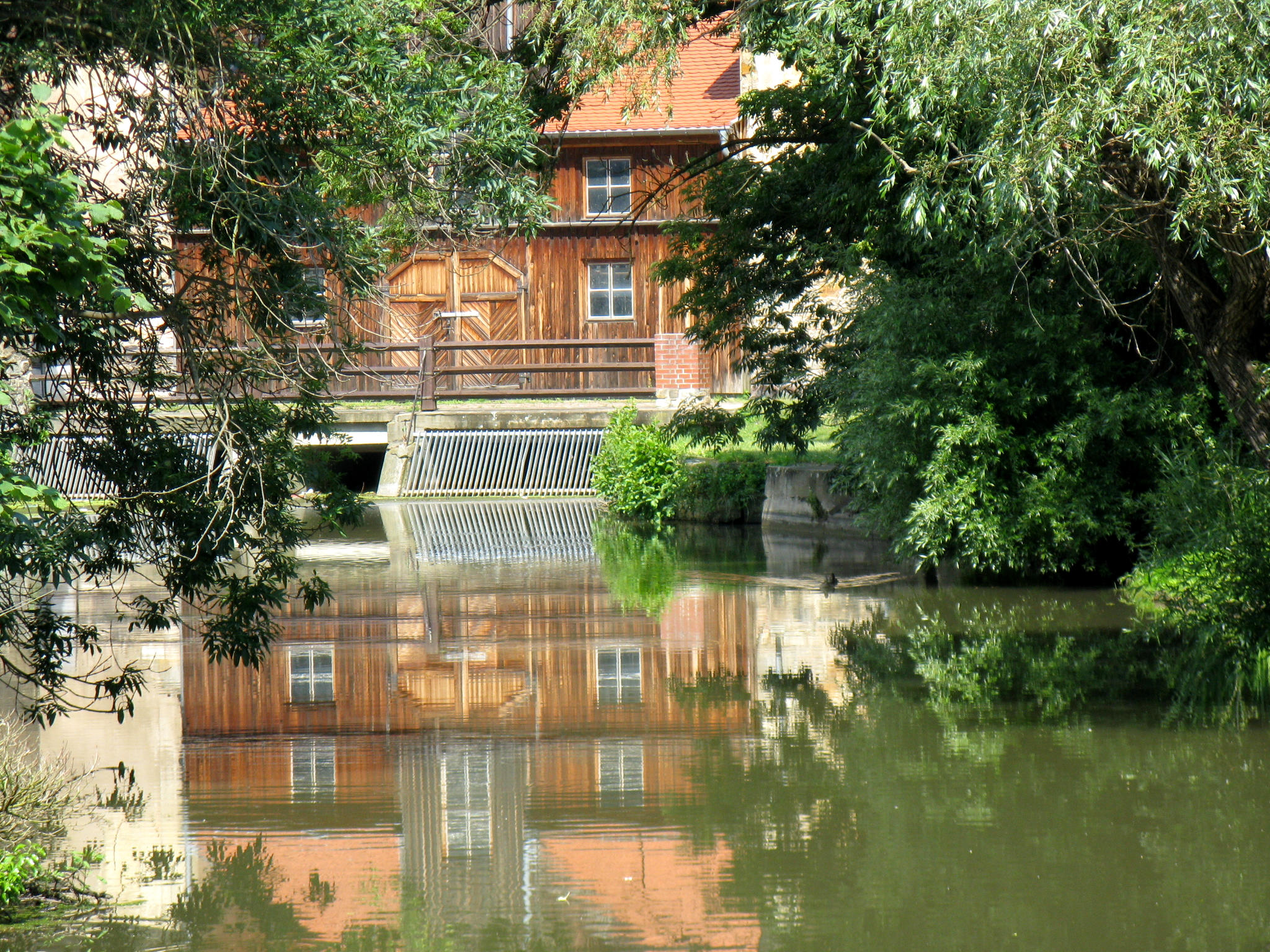
Wassermühle, 2008

Auf dem Friedhofsgelände der Kirche steht ein 1922 errichtetes Mahnmal, dass an die Gefallenen des Ersten Weltkrieges erinnern soll. Das Kriegerdenkmal wurde im November 2018, hundert Jahre nach Ende des Krieges restauriert und der Öffentlichkeit präsentiert.

### Wassermühle

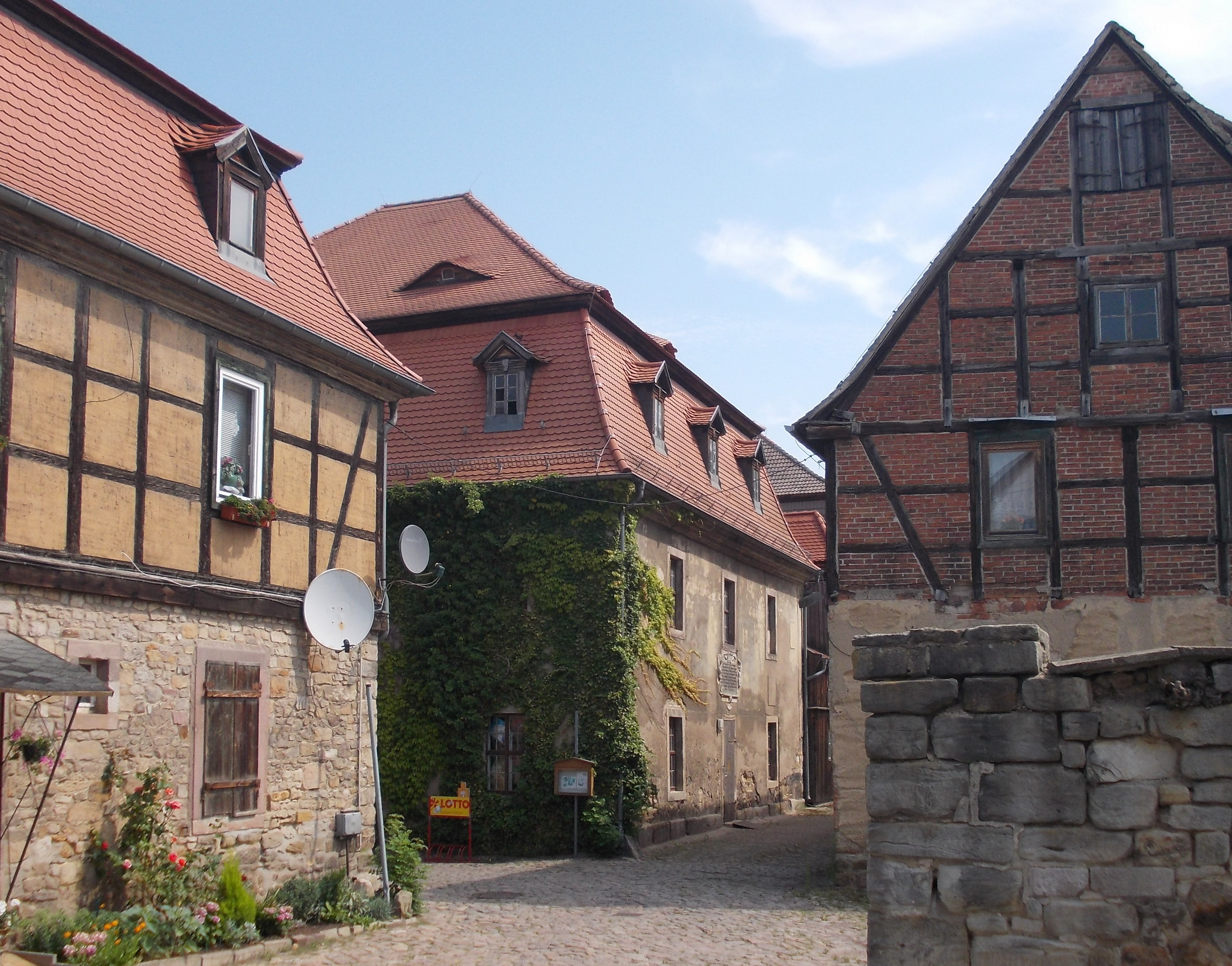
Wassermühle, 2014

Eindrucksvolle barocke Gebäudegruppe am Mühlgraben mit Mansardwalmdach. Errichtet 1618 unter Kurfürst Johann Georg I. von Sachsen, um 1730 in die heutige Gestalt verändert. Barockes Portal mit Inschrifttafel und betonten Obergeschoßfenster mit Wappenkartuschen. (Quelle Dehio, 1999)
Der Mühlgraben, der von Hohenweiden über etwa 5 km von der Saale nach Holleben und danach wieder in die Saale führt, war bereits im Mittelalter angelegt worden. Eine Wassermühle wird also bereits lange vor der Errichtung der barocken Gebäudegruppe in Holleben gearbeitet haben. Die Wassermühle wurde von zwei großen unterschlächtigen Wasserrädern angetrieben. Sie war bis in die zweite Hälfte des zwanzigsten Jahrhunderts in Betrieb. In der ersten Hälfte des zwanzigsten Jahrhunderts war an die Mühle eine Nudelfabrik angeschlossen. Die Mitteldeutsche Zeitung titelte am 13. Februar 2020 „Schloss und Mühle gerettet“ – ein junges Ehepaar hat zwei historische Immobilien in Holleben erworben und schmiedet jetzt große Pläne. Charlotte und Eric de Diesbach sind die neuen Schloss- und Mühlenbesitzer und wollen die Immobilien sanieren.

### Schloss Beuchlitz

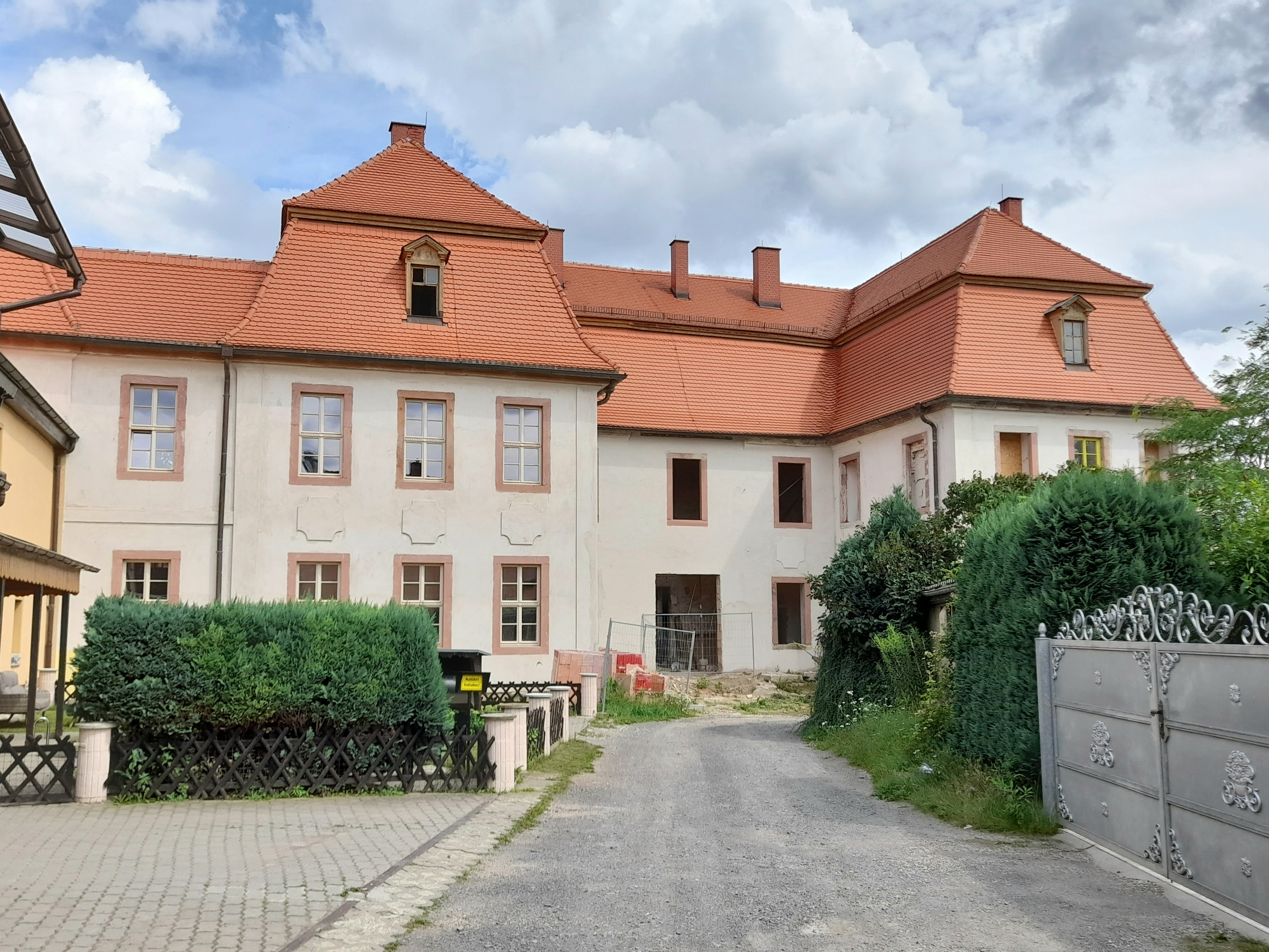
Das „Schlösschen“, 2021, Vorderansicht

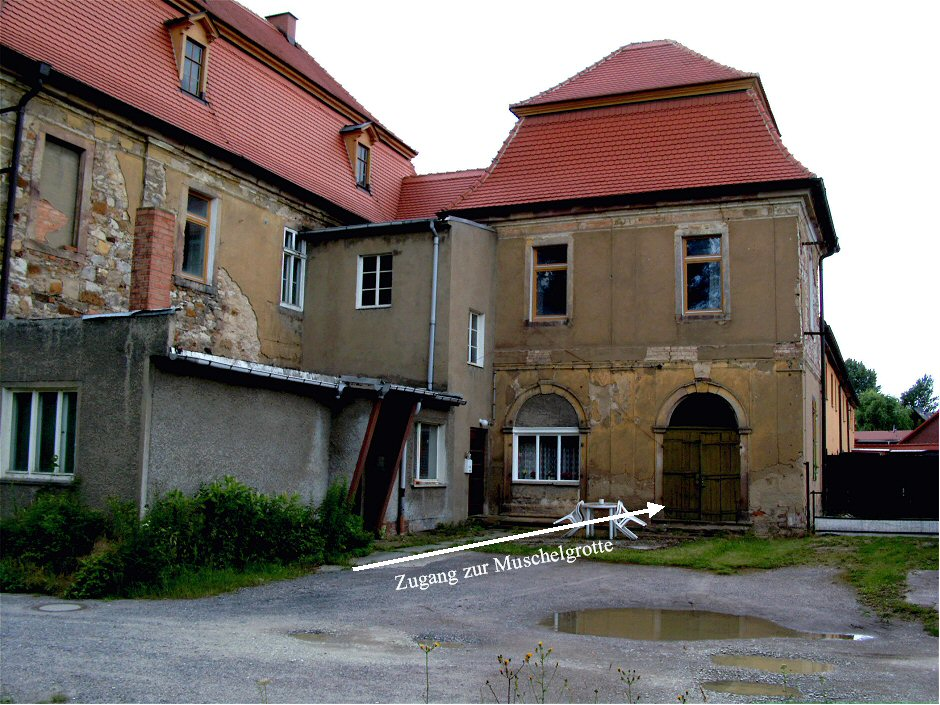
Das „Schlösschen“, Rückansicht, 2006

Die zuletzt stark verschuldete Familie Sack war im Jahre 1616 ungeteilter Besitzer aller vier großen Wirtschaften im Unter- und Oberdorf von Holleben. Den Güterbesitz ersteigerte meistbietend 1733 der preußische Kriegs- und Domänenrat Johann Paul Stecher. Sein jüngster Sohn, Johann Christoph von Stecher, nahm seine Wohnung auf dem Unterhof in Beuchlitz, wo er ein von einem Park umgebenes barockes Schlösschen aufführen ließ.
Kleine Dreiflügelanlage aus dem zweiten Viertel des 18. Jahrhunderts, evtl. von David Schatz. Im 19. Jahrhundert verändert (Treppenturm im Ehrenhof). Gartenseite gegliedert von elf Achsen mit einachsigem Mittel- und dreiachsigen Seitenrisaliten, das urspr. Mittelportal mit plastischer Kartusche. An der Nordseite urspr. freistehender Gartenpavillon (um 1725). (Quelle, Dehio, 1999)
Ein Muschelzimmer, das im Auftrage des Majors Christoph von Billerbeck (1714–1790), Adjutant des Preußenkönigs Friedrich II. in der zweiten Hälfte des 18. Jahrhunderts errichtet worden sein soll, wurde dem Muschelsaal im Neuen Palais in Potsdam nachgebildet. Billerbeck war 1754 vom König beauftragt worden, eine Tochter der Stechers zu heiraten, um das vorhandene Vermögen bzw. einen Teil davon nach Preußen zu holen. Die preußische Staatskasse war auf das Äußerste angespannt. Aus der Ehe mit Rudolfine Karoline Wilhelmine von Stecher (1739–1801) gingen vier Söhne hervor. Im Taufregister von Beuchlitz im Jahr 1756 steht als erster Taufpate des ältesten Sohnes Friedrich Christoph von Billerbeck König Friedrich II. von Preußen.
Nach dem Zweiten Weltkrieg war das Schlösschen Unterkunft für Flüchtlinge aus den Ostgebieten Deutschlands. Für die Sanierung oder Restaurierung hatte die Gemeinde kein Geld, und das Gebäude war dem langsamen Verfall preisgegeben. Der Treppenturm an der Vorderseite des Schlösschens wurde Anfang des 21. Jahrhunderts abgerissen und mit einer Blende versehen. Nur das Dach wurde erneuert. Die auf der Rückseite des Schlösschens eingelassene Muschelgrotte wurde als Lagerfläche, unter anderem für Kohlen genutzt. Den Bewohnern der Gemeinde blieb sie verborgen. Erst 2005 bis 2007 begannen Freunde der Bau- und Kunstdenkmale Sachsen-Anhalt e. V. aus Halle an der Saale mit der Beseitigung von Verschmutzungen. Danach wurde die Grotte erstmals zum Tag des offenen Denkmals am 9. September 2007 der Öffentlichkeit zugänglich gemacht. Eine Restaurierung hängt maßgeblich von der weiteren Nutzung des Schlösschens ab.

Fotogalerie aus der Muschelgrotte
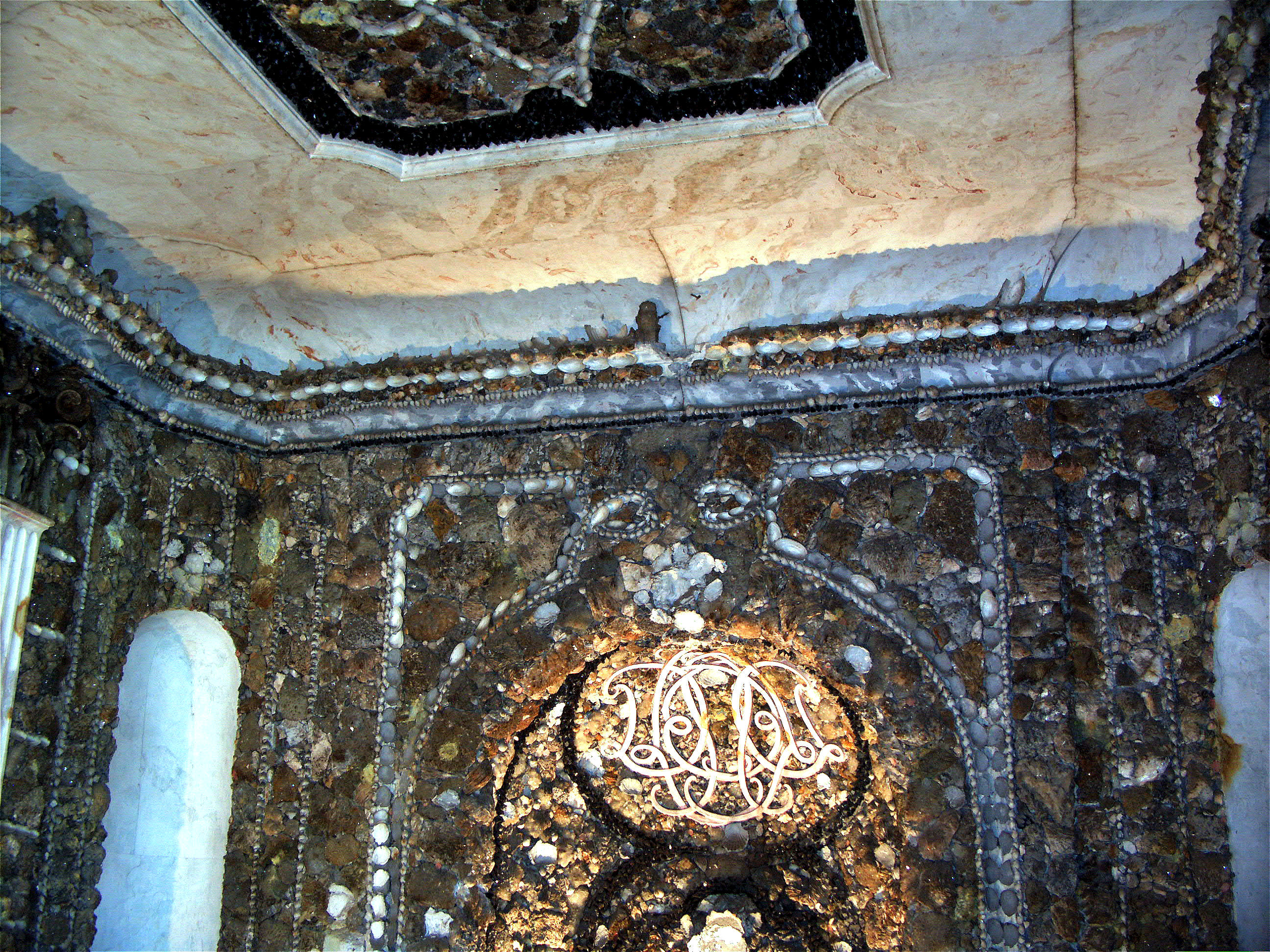
Muschelgrotte, Wandnische mit Initialen
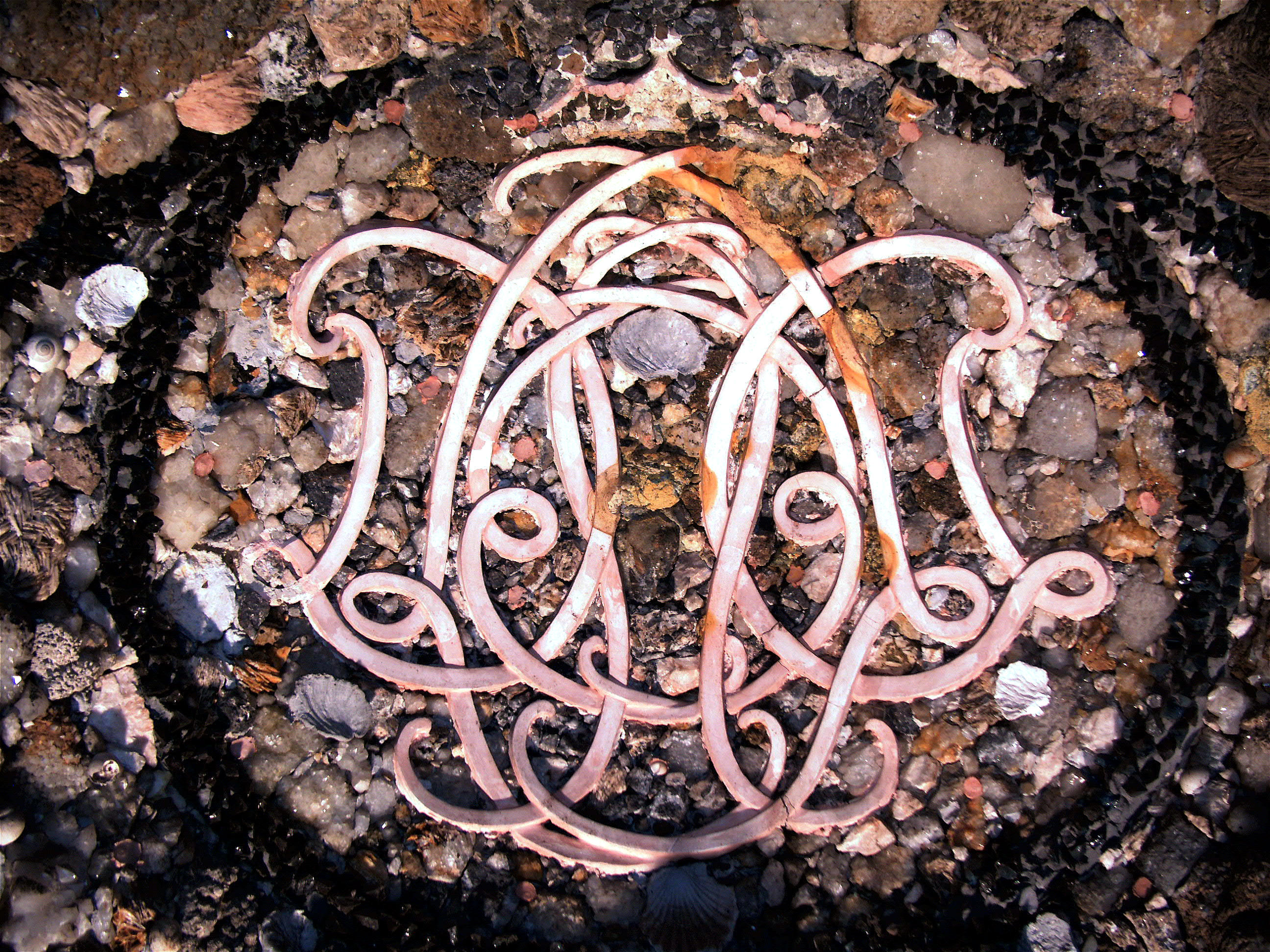
Initiale der Dorothea Eleonore Lucia von Stecher DELS
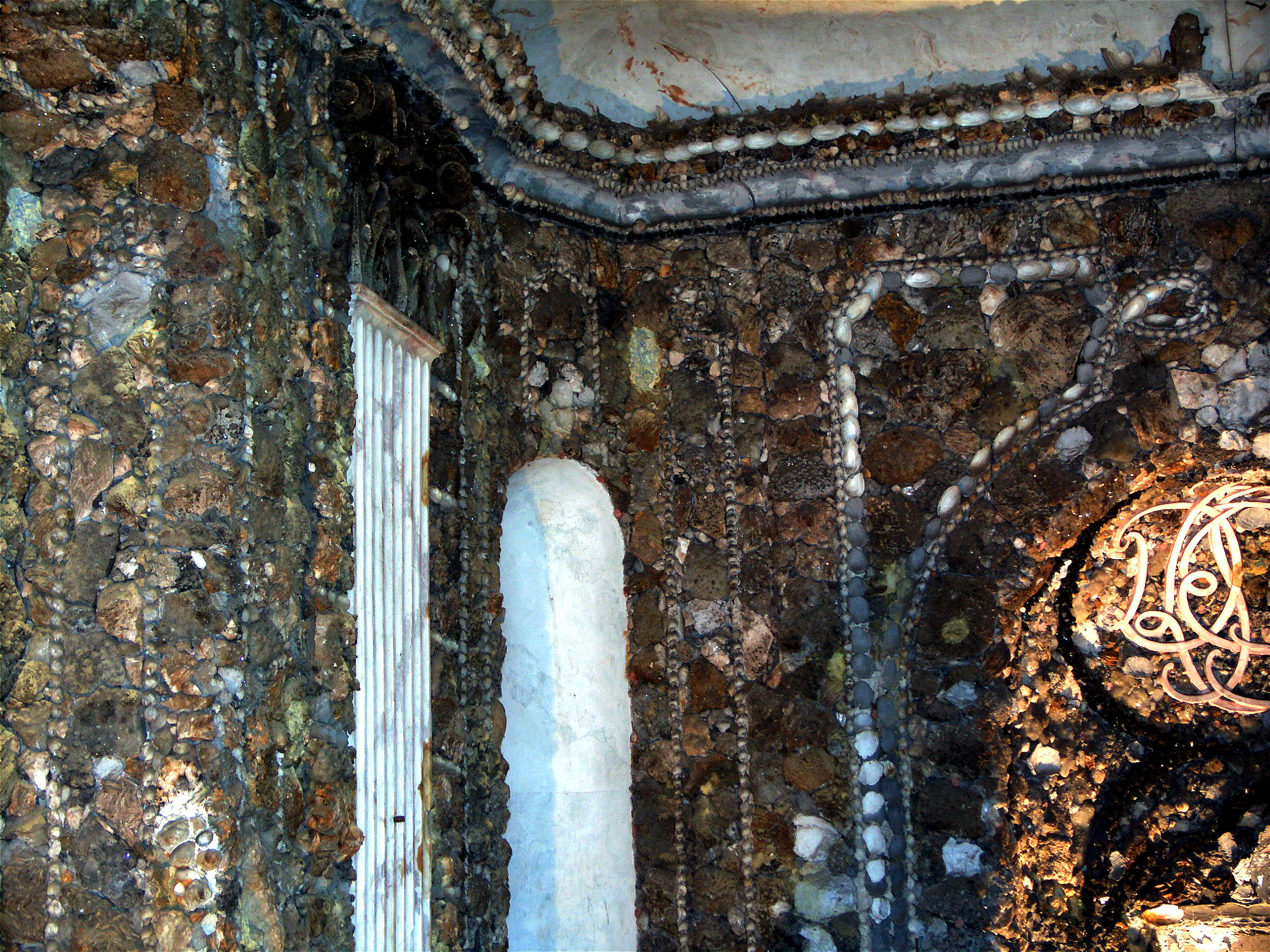
Wandverzierungen, Ecknischen
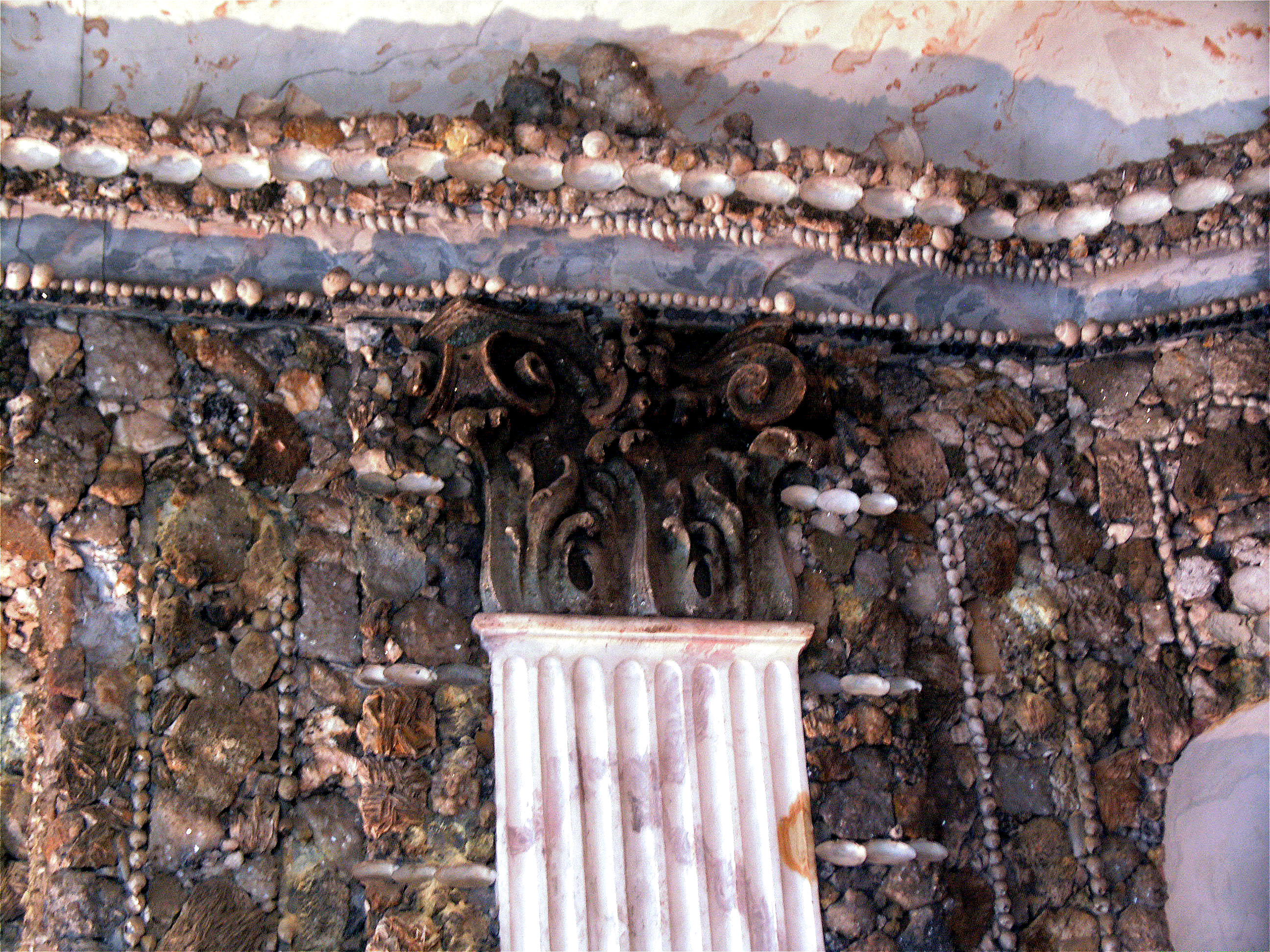
Wandgliederung mit umlaufenden Gesims unter der Decke
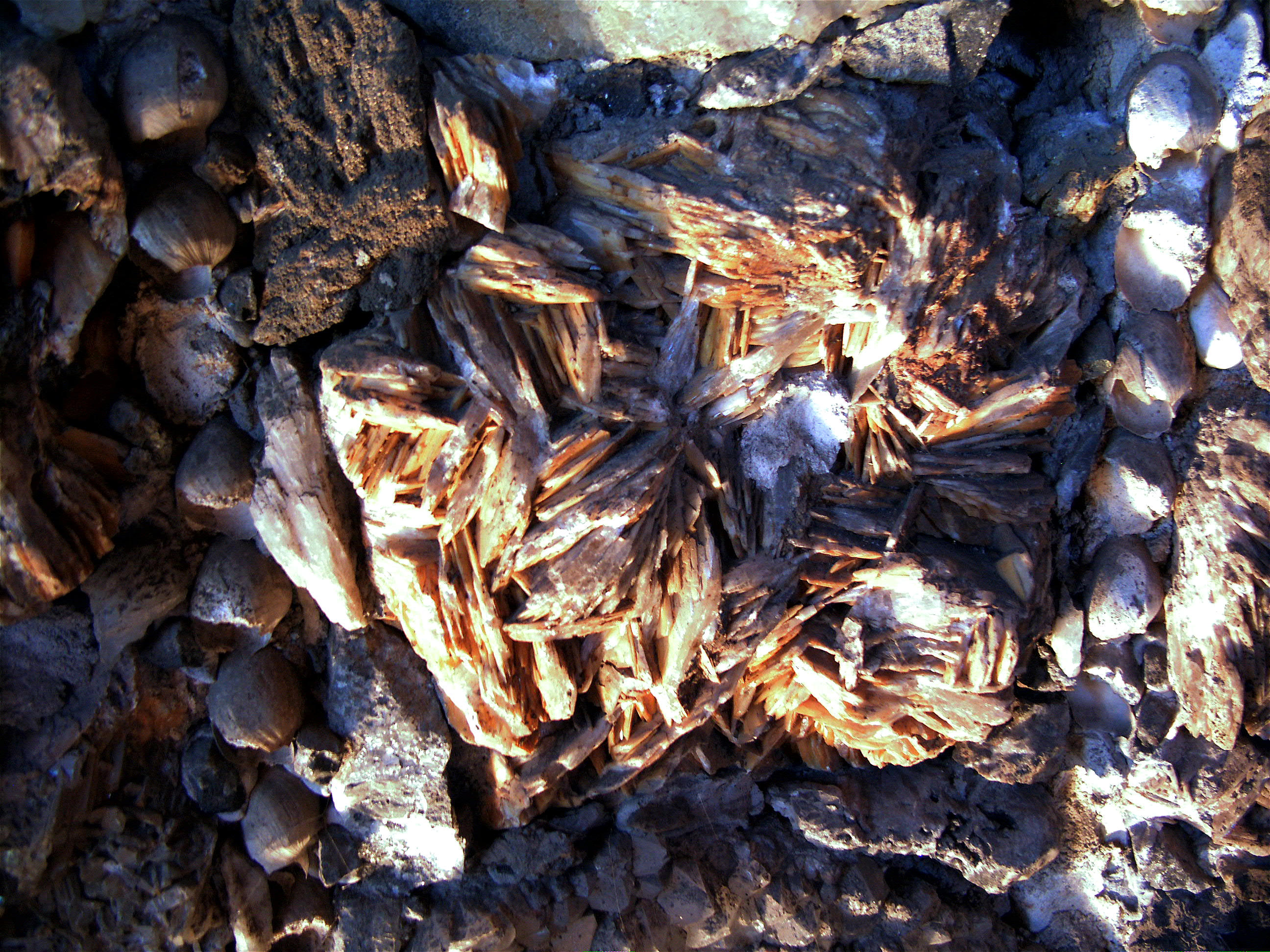
Wanddekoration mit Mineralien, Muscheln und Schneckengehäusen
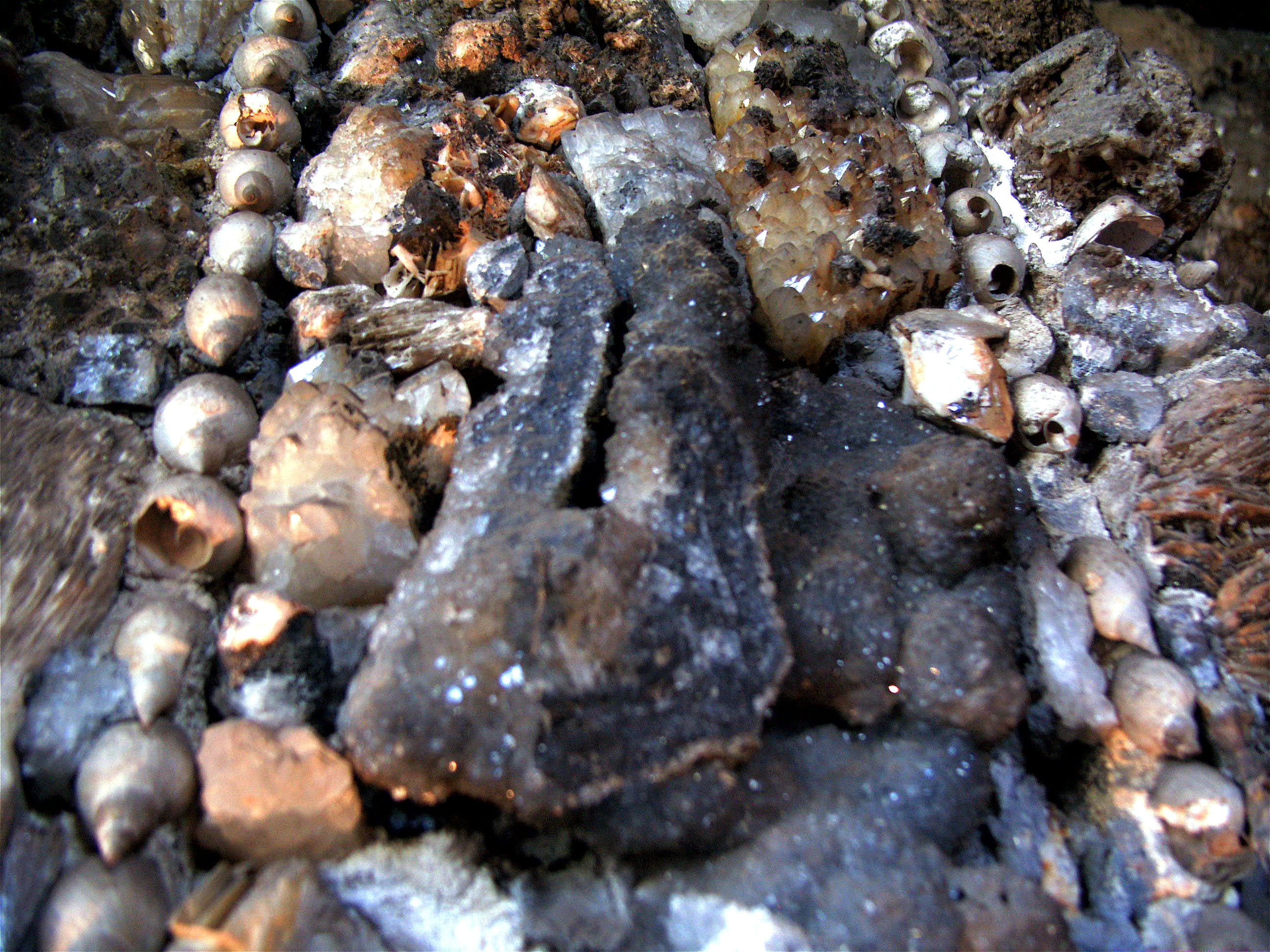
Wanddekoration mit Mineralien, Muscheln und Schneckengehäusen
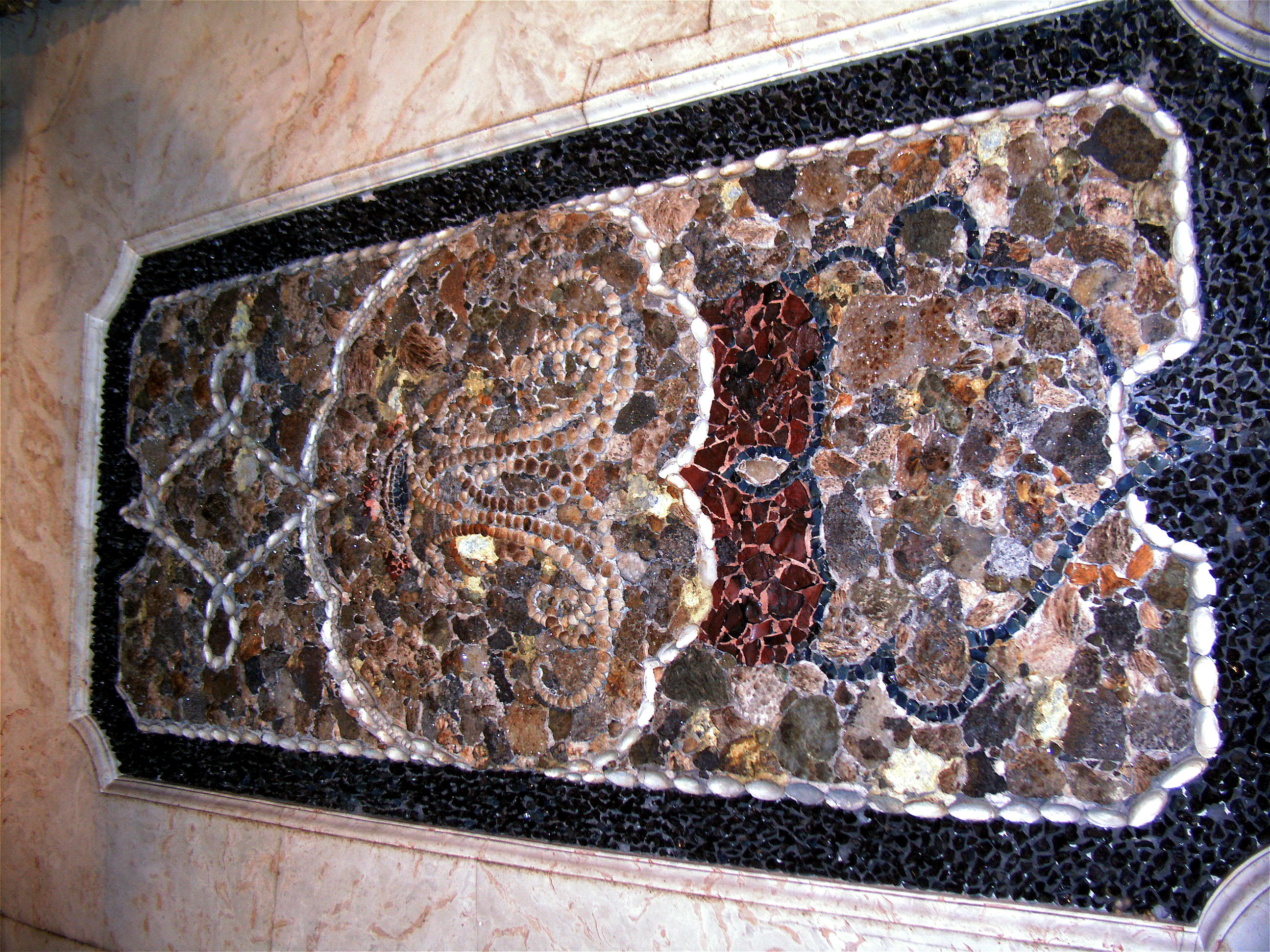
Deckenspiegel in der Muschelgrotte
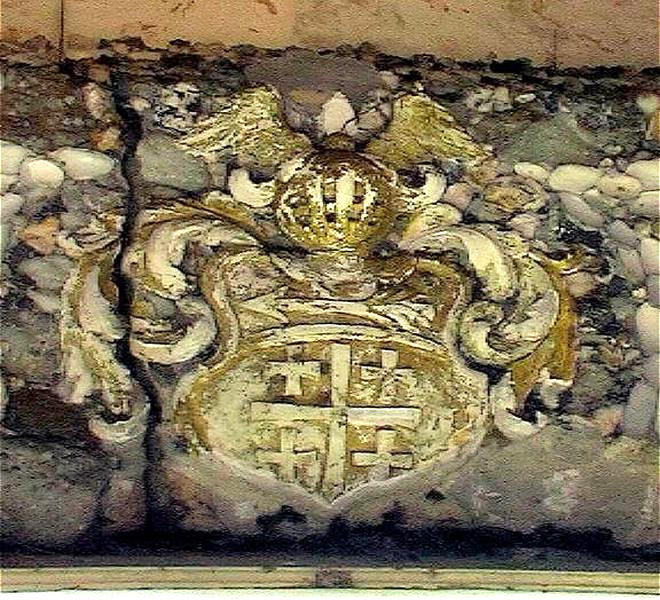
Wappen der Familie Stecher im Türbogen über dem Eingang

### Schloss Benkendorf
Nachdem der ungarnstämmige Adelige David Samuel von Madai das Rittergut Benkendorf erworben hatte, ließ er 1769 auf dem Gelände ein Schloss errichten, dem sich ein großzügiger Landschaftspark anschloss. 1857 erwarb Leopold Zimmermann, Sohn eines sächsischen Oberamtmannes, das Gut, ferner auch das Gut Delitz am Berge. Nach seinem Tod 1868 ging der Besitz an seinen Bruder Max über, der das Hauptgebäude 1878 umbauen ließ. Diesem folgte 1925 sein Neffe Georg von Zimmermann (1857–1927), diesem sein Adoptivsohn Heinrich Bauer von Zimmermann (1897–1933).
Das Schloss steht gegenwärtig weitgehend leer. Lediglich einige Räumlichkeiten im Erdgeschoss werden zur Versorgung der Seniorenwohnanlage im rückwärtigen Teil des Hofes genutzt.

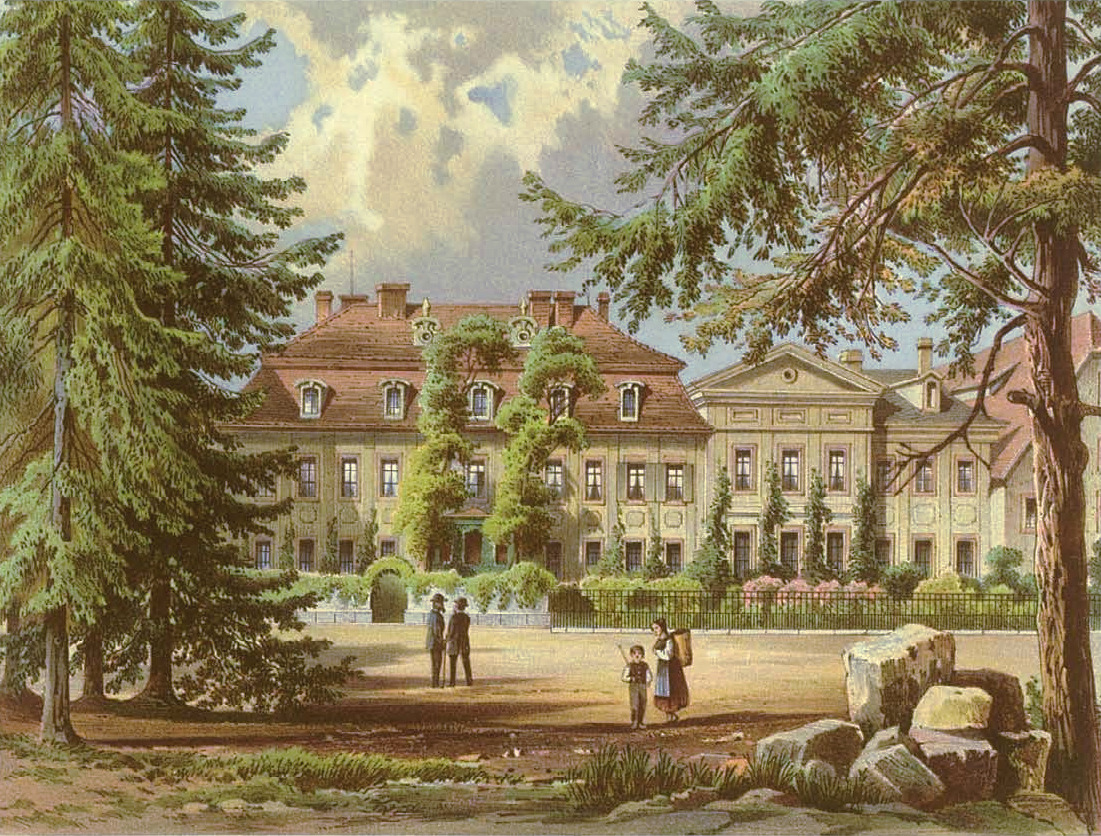
Schloss Benkendorf um 1860, Sammlung Duncker
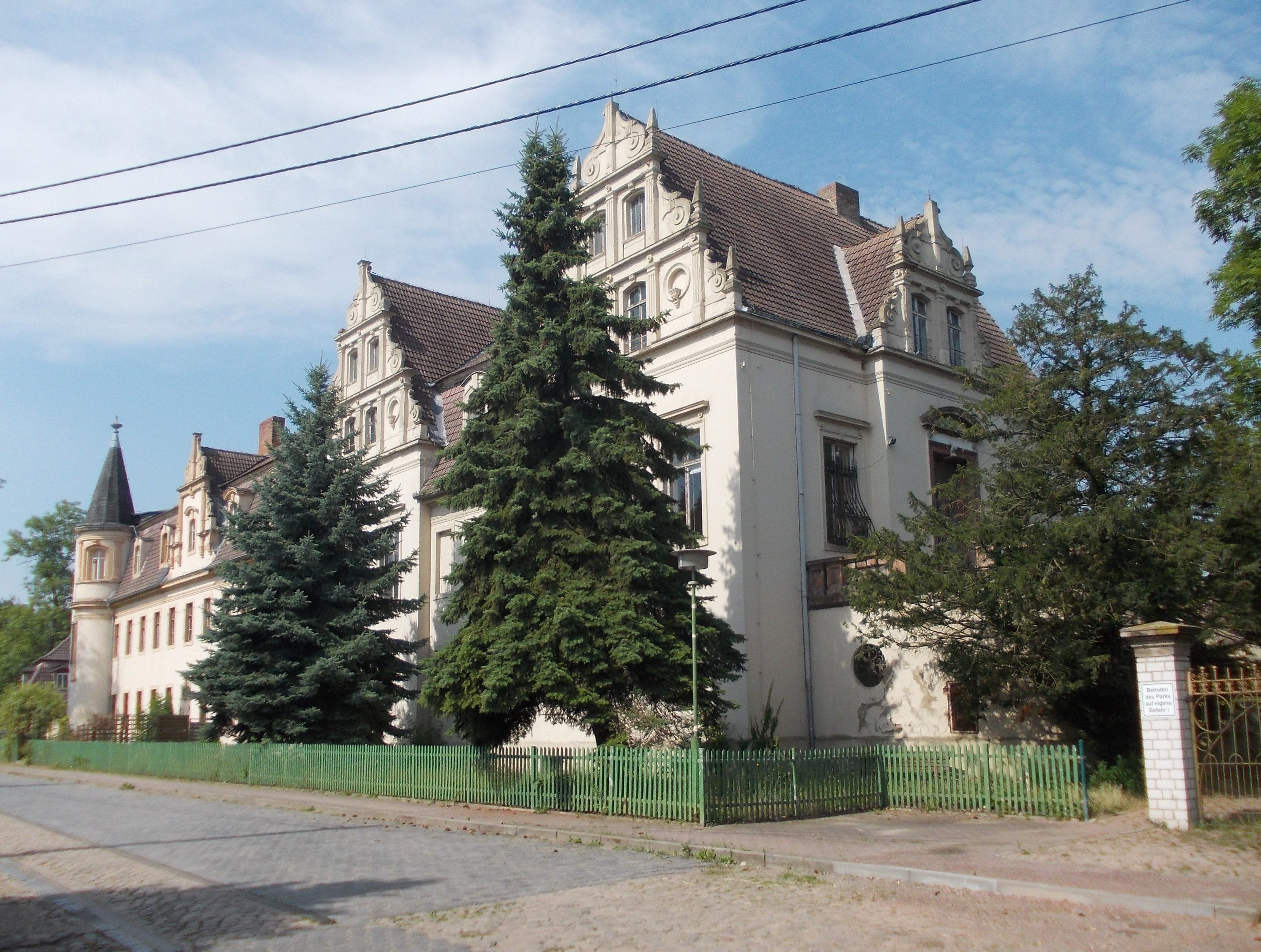
Schloss Benkendorf 2014

### Kartoffeldenkmal
An der alten Straße nach Halle errichteter Sandsteinobelisk, der 1779 von Oberst Christoph von Billerbeck zu Beuchlitz anlässlich des Friedens von Teschen gestiftet wurde, welcher den „Kartoffelkrieg“ zwischen Preußen und Österreich beendete.

## Vereine

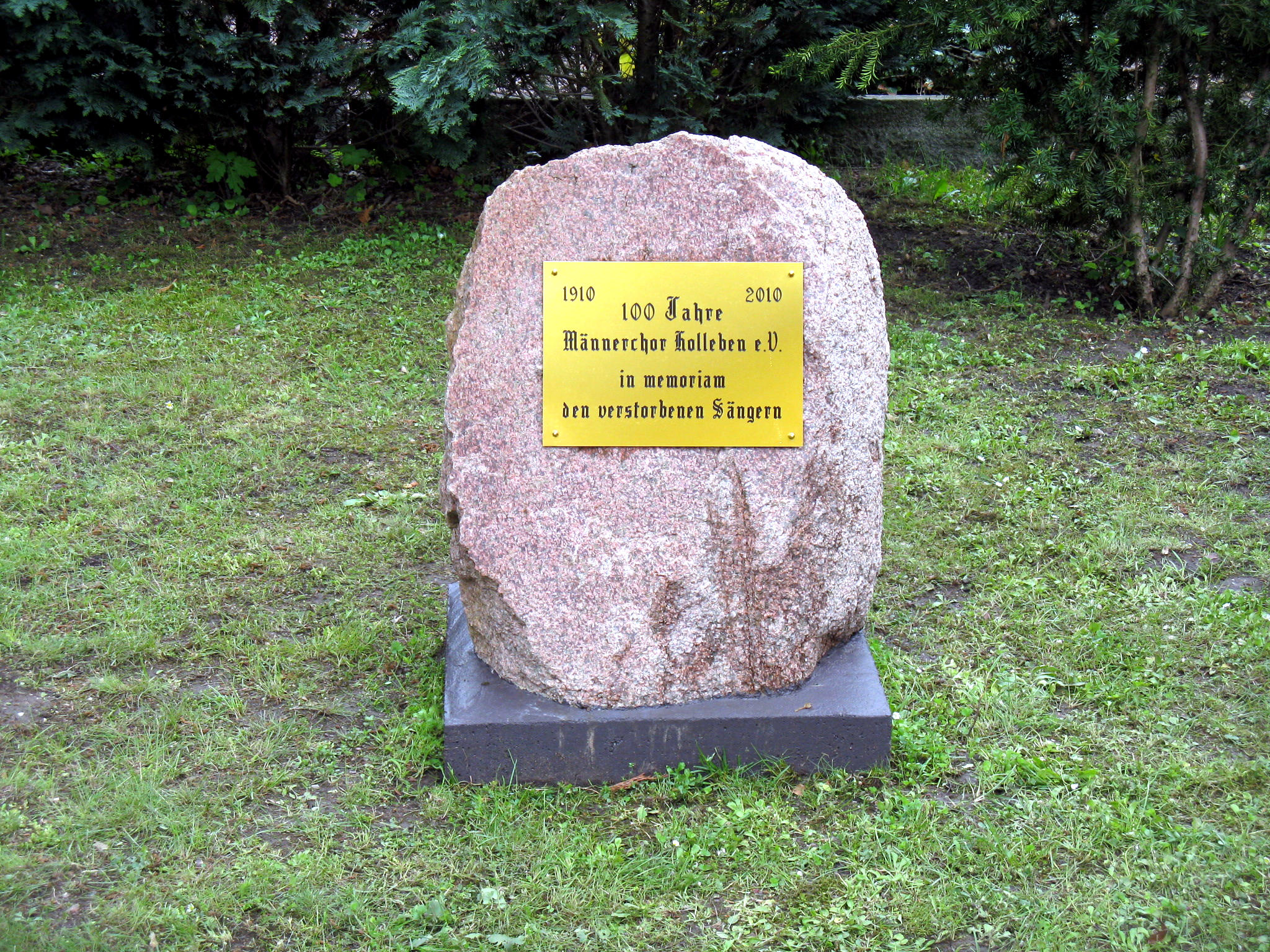
Gedenkstein für die verstorbenen Sangesbrüder

Holleben hat einen Männerchor, dessen Geschichte bis ins 19. Jahrhundert zurück reicht: Am 6. Dezember 1865 gründete der Lehrer Emil Roeßer den Chor. Höhepunkte im Vereinsleben waren die Aufführung des vom Dirigenten selbst zusammengestellten Liederzyklus Deutsch-Österreichische Krieg 1866 und die Beteiligung an der Feier des Friedensfestes am 11. November 1866, bei der eine Friedenseiche gepflanzt wurde, die noch heute auf dem Lutherplatz steht. Der Chor wurde 1870 aufgelöst.
Eine Neugründung erfolgte im Juni 1910 durch den Bäckermeister Gustav Burghardt. Der Chor feierte 2010 sein hundertjähriges Jubiläum. Aus diesem Anlass wurde am 15. Mai 2010 auf dem Friedhof Holleben ein Gedenkstein enthüllt, der an die verstorbenen Sangesbrüder erinnert.

## Verkehr
Der öffentliche Personennahverkehr wird unter anderem durch den PlusBus des Mitteldeutschen Verkehrsverbund erbracht. Folgende Verbindung führt, betrieben von der Omnibusbetrieb Saalekreis, durch Holleben:
- Linie 320: Halle ↔ Angersdorf ↔ Holleben ↔ Delitz ↔ Bad Lauchstädt

Der Bahnhof Holleben lag an der Bahnstrecke Merseburg–Halle-Nietleben. Mit der Einstellung des Personenverkehrs zum 9. Dezember 2007 endete auch die Nutzung des Bahnhofs.
Durch den Ort führt die Landstraße 163 in Richtung Merseburg. Sie hat in der Ortslage eine Länge von 3,1 km. Das kommunale Ortsstraßennetz hat eine Gesamtlänge von 10,6 km.

## Söhne und Töchter
- Oskar von Alvensleben (1831–1903), deutscher Landschaftsmaler
- Rudolf Ernst Weise (1844–1935), Maschinenbauer und Unternehmer
- Robert Ifland (1850–1915), Dampfsägewerksbesitzer und Politiker
- August Kersten (1854–1914), Architekt bzw. Stadtbaumeister in Minden
- Friedrich Wilhelm Kirchner (1861–1921), Landrat des Kreises Alsfeld und westfälischer Oberprovinzialrat
- Karl Fritsche (1911–1986), Gewerkschafter (FDGB) und Funktionär des Verkehrswesens der DDR
- Benno Parthier (1932–2019), Biologe